# إد وود
إدوارد ديفيس «إد» وود الابن (بالإنجليزية: Edward Davis Wood Jr.)‏ (10 أكتوبر 1924 – 10 ديسمبر 1978) هو كاتب نصوص ومخرج ومنتج وممثل ومؤلف ومحرر أمريكي راحل، وغالبا ما أدى العديد من هذه الوظائف بشكل آني. أنتج وود في الخمسينات عددا من الأفلام منخفضة التكلفة، واشتهرت أفلامه الآن بأخطائها التقنية، ومؤثراتها البسيطة، وجمعه لعدد كبير من اللقطات السينمائية بشكل سيء، وحواراتها غير المتقنة، والممثلين غريبي الأطوار وعناصر الحبكة الغريبة، بالرغم من أن ذوقه في عالم الاستعراض أعطى مشاريعه نجاحا بسيطا على الأقل.
تراجعت شعبية وود مباشرة بعد موت النجم بيلا لوغوسي والذي كان أشهر اسم لديه (في أغسطس 1956). وكان قادرا على إنقاذ لقطات عن آخر لحظات لوغوسي على السينما، لكن مهنته انحدرت فيما بعد. أنتج وود في أواخر حياته أفلاما إباحية وكتب قصصا مصورة عن الجريمة والرعب وروايات الجنس. إلا أنه اشتهر بعد سنتين من موته، حيث تم منحه جائزة الديك الرومي الذهبية كأسوأ مخرج على الإطلاق. وأكسبته قلة موهبته في صنع الأفلام طائفة كبيرة من المتابعين.
قام الكاتب رودولف غراي بعرض سيرته في كتاب «كابوس النشوة: حياة وفن إدوارد د. وود الابن» (1992)، وأعيد النظر في حياة وود وأعماله، وسلط الضوء على حماسه الواضح وحبه الصادق للأفلام والإنتاج السينمائي. وأنتج تيم برتون فيلما سينمائيا عن حياة المخرج، إد وود، كسب جائزتي أوسكار.

## السنوات الأولى
عمل والد وود، إدوارد الأب، كساعي بريد وتنقلت عائلته حول الولايات المتحدة. واستقروا في النهاية في مدينة بوكيبسي في ولاية نيويورك، حيث ولد إد وود الابن.
اهتم وود حلال طفولته بالفنون التمثيلية والأدب القصصي. وجمع مجلات الخيال والقصص المصورة، وكان يعشق الأفلام، بشكل خاص أفلام الغرب، وأي شيء يتضمن الغموض. وغالبا ما كان يتغيب عن المدرسة ليشاهد الأفلام في قاعة السينما المحلية، حيث غالبا ما ترمى اللقطات من فيلم اليوم في النفايات من قبل موظفي المسرح، ما سمح لوود بإنقاذها وإضافتها لمجموعته الشاملة.
يقال بأن والدة وود، ليليان، لطالما أرادت بنتا، وأحيانا كانت تلبس ابنها التنورات والفساتين، حتى بلغ عمره 12 عاما تقريبا. ولبقية حياته، كان وود يلبس الثياب النسائية.
في عيد ميلاده الثاني عشر، تلقى وود كاميرته السينمائية الأولى، كوداك سيني سبيشال. إحدى لقطاته الأولى، والتي كان يفخر بها، كان رحلة منطاد هندنبرغ وهو يمر فوق نهر هادسون في بوكيبسي، قبل فترة قليلة من سقوطه الكارثي الشهير في لايكهرست، نيو جيرسي.
إحدى وظائفه الأولى كانت دليلا في مجمع سينمائي، وغنى أيضا وعزف على الطبول في إحدى الفرق. وغنى لاحقا في رباعي غنائي يدعى إدى وود أند ليتل سبلينتز، حيث تعلم العزف على مجموعة من الآلات الوترية.
انضم وود إلى قوات المارينز في عمر 17 سنة بعد أشهر قليلة من الهجوم على بيرل هاربور. وخدم في الجيش بين عامي 1942 – 46 وزعم أنه شارك في معركة غوادالكانال وهو يرتدي سرا حمالة صدر وكيلوت تحت زيه العسكري.
كان وود مهتما بالغرائب، وانضم إلى كرنفال بعد تسريحه من الجيش. كان وود قد فقد عدة أسنان وشوهت ساقه (عانى من الجروح بسبب المعارك) وبالإضافة إلى مهاراته التمثيلية جعلته مرشحا لدخول معرض مسوخ. لعب وود أدوار المهووس والسيدة الملتحية وغيرها. وفي دور السيدة الملتحية، ارتدى لباسا نسائيا وارتدى صدرا صناعيا. وكانت الكرنفالات موضوع العديد من أعمال وود، بشكل خاص رواية له بعنوان القاتل في ثياب النساء، والتي كانت شبه سيرة ذاتية.
تضمنت عادات وود الأخرى تعاطي المخدرات الخفيفة والكحول والجنس. وكان زير نساء في شبابه، لكنه كان لاحقا مخلصا لصديقاته (بشكل خاص دولوريس فولر) وزوجته (كاثي أوهارا). أنجب وود طفلة واحدة هي كاثلين إيميلي وود.
كانت زوجة وود الأولى، نورما ماكارتي، قد طردته من البيت بعد فترة قصيرة من زواجهما. وكانت مكارتي قد أنجبت ابنا هو مايكل («ماك»)، من علاقة قبل تعرفها على وود.

## الأفلام
بدأت مسيرة وود في السينما بعد انتقاله إلى هوليود في عام 1947. كتب نصوصا وأخرج حلقات تلفزيونية تمهيدية، وإعلانات تجارية، وعدة أفلام غرب منخفضة التكلفة وتم نسيانها ولها عناوين مثل تقاطع طرق لاريدو ومنتقم كروسرود: أسطورة فتى توسان. كتب وود وأنتج وأخرج ومثل في فيلم «رفقة عادية»،  وهي مسرحية مقتبسة من روايته غير المنشورة التي كانت مستندة على خدمته في سلاح البحرية الأمريكي. افتتحت المسرحية في مسرح فيلاج بلايهاوس في هوليود يوم 25 أكتوبر 1948 وتلقت مراجعات قاسية من النقاد.

### غلين أو غليندا
أتت انطلاقة وود الكبرى في عام 1953 عندما عينه المنتج جورج ويس لإنتاج فيلم استغلالي بعنوان «غيرت جنسي»، مستند على حياة المتخنثة كرستين يورغنسن. بعد أن رفضت يورغنسن التعاون مع الفيلم، كتب وود نصا سينمائيا جديدا يتعلق بسيرته بعنوان غلين أو غليندا، وهو دراسة مخلصة ومتعاطفة مع لابسي ثياب النساء. أخرج وود الفيلم، واستعمل اسما مستعارا هو دانيال ديفيس، لعب الدور الرئيسي لرجل يحب لبس أزياء النساء.
كثيرا ما ظهرت ثياب الأنغورة في أفلامه. وقالت زوجته كاثي أوهارا وآخرون بأن ارتداء وود لملابس النساء لم يكن ميلا جنسيا، لكنه كان بالأحرى نوعا من الراحة التي شعر بها في نسيج الأنغورة (آن غورا هو أيضا أحد أسماء وود الأدبية). وشرح خبراء طبيون في الفيلم أن لابس ثياب النساء هو رجل سوي وطبيعي جدا يرتاح أكثر عندما يلبس ملابس النساء. حتى في سنوات حياته اللاحقة، لم يكن وود يخجل من الظهور علنا في لباس النساء.
كانت أغلب أفلام وود ذات جودة سيئة بسبب جدول التصوير الضيق وقلة الميزانية. ففي الوقت الذي يصور أكثر المخرجين من مشهد إلى عشر مشاهد باليوم، كان وود يكمل نحو ثلاثين مشهدا. نادرا ما كان يعيد اللقطة، حتى وإن كانت الأصلية سيئة للغاية. ففيلم غلين أو غليندا، على سبيل المثال، فقد صوره في أربعة أيام فقط بميزانية 26,000 دولار، وأنتج بأسلوب شبه وثائقي. وكانت الرواية والحوار قد أضيفت بكميات كبيرة مع العديد من اللقطات المحفوظة عنده (وهي حيلة استعملها في أفلامه التالية). بينما أدت صديقة وود الحقيقية، دولوريس فولر، دور حبيبته في الفيلم. وظهرت في أفلامه القادمة. أما بيلا لوغوسي فقد تلقى ألف دولار عن يوم واحد في التصوير، ولم يخبره وود أن الفيلم يدور حول لابس ثياب نساء. ولعب دور راوي يتكلم بالاستعارات والقوافي، في بيت مظلم ومسكون.
المقطع الرئيسي من الفيلم هو مشهد من 15 دقيقة يصور حالة غلين العقلية. استعمل وود مجموعة من الصور السريالية ذات الرمزية الشخصية. أدخل المنتج جورج فايس لقطات عن الجلد والتقييد، ما يشبه أفلام إرفينج كلو. أصدر الفيلم بعدة عناوين في أماكن عديدة مثل «لابس ثياب النساء»، «أقود روحين»، «هو أو هي؟».

### السنوات المتوسطة: طعم السجن وعروس الوحش
كان مشروع وود القادم هو مسلسل تلفزيوني بعنوان الدكتور أكولا، ومن بطولة لوغوسي كمحقق في عالم الغيبيات. لكن لم يكتب له النجاح، وقام بإخراج وإنتاج فيلم طعم السجن (1954)، وهو فيلم عصابات على طراز الثلاثينات. وسمي أصلا «الوجه الخفي»، ولكن تغير العنوان إلى «طعم السجن» دون توضيح للسبب، وكان العنوان إشارة مرتجلة من النص إلى السلاح غير القانوني. شارك وود في كتابة النص مع صديقه الكاتب والمنتج أليكس جوردان. كان جوردان هو الذي عرف وود إلى بيلا لوغوسي في عام 1952. (ساهم جوردان لاحقا في تأسيس شركة أميريكان إنترناشنال). اختير لوغوسي في البداية بدور والد الشخصية الرئيسية، لكنه انسحب بسبب مرضه. في هذه الفترة، تصادق وود مع مجموعة الممثلين في أفلام الدرجة الثانية والذين أصبحوا جزءا من حاشيته وشركته، وظهروا في أغلب أفلامه التالية. ومنهم كين دنكان، لايل تالبوت، كونراد بروكس، ديوك مور، تيموثي فاريل، المصارع السويدي تور جونسون، ومقدمة برامج الرعب مايلا نورمي (عرفت باسم فامبيرا)، باني بريكنريدج، والمتنبئ كريزويل.
في عام 1955، أنتج وأخرج أول فيلم رعب له، عروس الوحش (وسمي أصلا عروس الذرة). سجل وود اسمه على أنه الكاتب، رغم أن القصة الأصلية، الوحش الذري، كتبت بقلم أليكس جوردان. كما ذكر غوردون أن وود ساهم بنصف الحوار. لعب لوغوسي آخر أدواره الناطقة، ومثل دور عالم مجنون أراد صنع جيش من الرجال الخارقين الذريين. لعب تور جونسون دور تابعه لوبو. أما بيلي بنيديكت من سلسلة أفلام باوري بويز لعب دور قصيرا من دون كلام كبائع صحف. أما بطلة الفيلم، لوريتا كينغ، فقد لبست نفس كنزة الأنغورة التي لبسها وود في فيلم غلين أو غليندا.
كان أسلوب ومحتوى الفيلم يتشابه إلى حد كبير مع أفلام الرعب التي مثلها لوغوسي لصالح شركة مونوغرام في الأربعينات، خصوصا فيلم الجثة تختفي. حتى أن نص وود أعاد إنشاء أحد مشاهد المختبر من ذلك الفيلم (العالم المجنون يجلد تابعه) بنفس خلفية الحائط المزيفة. كما أدخل وود مكتبته السينمائية فأضاف مشاهد للبرق والانفجارات، ولقطة انفجار نووي، وأخطبوط «ذري» عملاق. في إحدى المشاهد، يعلق البطل في الرمال المتحركة، ويهجم عليه تمساح من لقطة مخزنة. وطلب من بديل لوغوسي أن يتخبط في الطين مع أخطبوط مطاطي كبير، ذلك أنهم لم يعثروا على المحرك الذي يتحكم بالوحش (بعكس ما أشار فيلم برتون إلى أن لوغوسي أدى المجازفة بنفسه). وقد قيل أن رفاق وود نسوا المحرك وراءهم عندما سرقوا الأخطبوط من أحد مخازن وارنر براذرز.

### الخطة 9 من الفضاء الخارجي
في عام 1956، أراد وود وضع تكملة لفيلم عروس الوحش بعنوان الغول يذهب غربا، الذي كان مزيجا من الرعب والغرب. وأعاد صياغة القصة لتدور أحداثها في الغرب. كان لوغوسي قد خرج لتوه من مركز التأهيل بسبب إدمانه على المورفين، وعهد إليه وود بدور العالم المجنون والحانوتي. وارتبط النجمان جين أوتري ولون تشاني الابن أيضا بالمشروع لفترة من الوقت. تمكن وود من جمع المال بما يكفي ليوم واحد فقط من التصوير الاختباري الصامت. صورت بضعة مشاهد عشوائية للوغوسي في جنازة، وأمام بيت تور جونسون، وكذلك وهو يتمشى في بدلة دراكولا (يحتمل أنها صورت لفيلم قبر مصاص الدماء، الذي لم ير النور هو الآخر). صورت هذه المشاهد لتعرض أمام الرعاة الماليين المرتقبين. مات لوغوسي مباشرة بعد ذلك في 16 أغسطس وأصبح الفيلم بذرة مشروع وود القادم.
في فيلم الخطة 9 من الفضاء الخارجي أدخلت لقطات لوغوسي الأخيرة في النهائية في قصة جديدة دمجت الرعب والخيال العلمي. وقام وود بإشراك معالجه الشخصي توم ماسون، وأخفى وجهه خلف الرداء ليعوض لوغوسي في عدة مشاهد. كما مثل تور جونسون ومايلا نورمي أدوار زومبي ينهضون من القبر عن طريق آلات الفضائيين. صور الفيلم على فترة خمسة أيام في نوفمبر 1956 بميزانية 20,000 دولار. صورت نورمي كل مشاهدها في ساعتين فقط (دفع لها بالحد الأدنى للأجور من النقابة 200 دولار). ولجأ مجددا إلى الخيال الوثائقي، حيث ظهر كريزويل، المتنبئ التلفزيوني، كمضيف وراوي. ويصف القصة بأنها «شيء أكبر من الحقيقة». وتم إدخال لقطات للطائرات والانفجارات والمقاتلات. أما الأطباق الطائرة (صنعت من نماذج ألعاب بلاستيكية) فهي تتلقى وابلا من المدفعية التي أخذت من فيلم أخبار من الحرب العالمية الثانية. ورغم أن تصويره انتهى في عام 1956، لم يصدر الفيلم حتى عام 1959، لأن المنتج لم يستطع أن يؤمن عملية التوزيع.
أقنع وود أعضاء كنائس المؤتمر المعمداني الجنوبي أن يستثمروا برأس المال الأساسي، وأقنعهم بأنه فيلم خيال علمي ناجح سيجمع ما يكفي من المال لتمويل مشروعهم حول 12 فيلما عن الحواريين. كما قيل أنهم غيروا اسم الفيلم من لصوص القبور من الفضاء الخارجي وأزالوا جملا من النص لأنهم اعتبروها غير مناسبة؛ كما يزعم أحد المصادر بأنهم طلبوا أن يتم تعميد الممثلين كجزء من الاتفاق. كما كان حفارا القبور في الفيلم من الراعين الأساسيين. كثيرا ما تحكم المنتجون والممولون في قرارات وود وكان هذا عاملا قد ساهم في كآبته، كما لامهم شخصيا على ضعف نجاحه التجاري.
خطط وود لإنتاج فيلم آخر من بطولة لوغوسي يدعى «غيلان القمر» واستعمل لقطات إضافية لم ينشرها عن لوغوسي. وقد وصفه أحد أصدقاء وود بأنه «موضوع جامح»، لكنه وجد أن المادة لم تعد صالحة للاستعمال عندما فتح وود علبة الفيلم التي خزنها بها. وهكذا ألغى المشروع، وانتقل وود عوضا من ذلك إلى فيلم ليلة الغيلان.

### السنوات التالية: السنوات العنيفة وليل الغيلان
في عام 1956 أيضا، كتب وود نص فيلم «عصابة المراهقات» الذي أنتج تحت مسمى السنوات العنيفة، وهو فيلم استغلالي حول عصابة من طالبات الثانوية الجانحات. وأخرجه ويليام مورغان، ومن بطولة الممثلة جين مورهيد، والتي كانت نجمة عدد أكتوبر 1955 من مجلة بلايبوي. تميز الفيلم بمقدمته غير العادية حول الفتيات الجامحات ومشهد الاختطاف الفاضح حيث تربط إحدى الفتيات وتكمم بخرق من ثوبها المقطع بينما يعرض صديقها لهجوم جنسي (بعيدا عن الكاميرا) من قبل عصابة فتيات.
في 1958، أصدر وود نصه السينمائي الذي يدعى ملكة الغوريلات بعنوان العروس والوحش، وهي حكاية خيالية حول غوريلا بعثت روحها في جسد امرأة جميلة. في نفس السنة قام وود بكتابة وإنتاج وإخراج فيلم «ليلة الغيلان» (عنوانه الأصلي: انتقام الموتى)، وهي قصة رعب عن وسيط أرواح مزيف وأرواح شريرة. وكان موقع التصوير هو البيت الذي أعيد بناؤه على بحيرة ويلو والذي احترق في فيلم عروس الوحش. هناك إشارات عديدة إلى العالم المجنون (لوغوسي) والوحش من الفيلم السابق، ولعب تور جونسون مجددا دور لوبو. ظهر بول ماركو لثالث مرة مع وود في دور كيلتون الشرطي الأحمق الجبان. كما ظهر كريزويل بنفسه، وعاد كمقدم وراوي، وقام من تابوته ليقدم هذه الحكاية عن «وحوش سيرثى لها. وحوش ستحتقر!» (يفتتح فيلم إد وود لتيم برتون بمخلص لهذا المشهد). يلعب كريزويل أيضا دور أحد الأشباح الحقودة في ذروة الفيلم.
في إحدى المشاهد الأولى، تظهر فتاة (تلبس سترة أنغورة) وصديقها ويهاجمهما الشبح الأسود. كان وود، الذي أخفى وجهه بخمار أسود، كان من بين فتيات الغيلان في عدة لقطات. وتم إدخال مشهد قتال من فيلم «هيلبورن» غير المنتهي (مشاهد أخرى من ذلك المشروع ظهرت في فيلم الرغبة الشريرة). كما أخذت لقطات لبيت الدكتور أكولا من فيلم وود القصير الستارة الأخيرة ووضع صوت كريزويل لإدخالها في القصة الحالية. وظهرت صورة دعائية لوود على ملصق مطلوبين على حائط مركز الشرطة. أما النهاية فقد استعملت مجددا في فيلم عربدة الموتى (1965). ظل هذا الفيلم مفقودا لعقود ولم يصدر إلى المسارح. لم يملك وود ما يكفي من المال لدفع رسوم معالجة الفيلم، لهذا أصبح منسيا ومهملا حتى أصدر أخيرا على الفيديو في عام 1983.

### السنوات الأخيرة: كتابة النصوص والأفلام الإباحية
كتب وود وأخرج فيلم الرغبة الشريرة من نص فيلمه «راكيت كوين». وأصدر في ديسمبر 1960، وقام بإنتاج هذا الفيلم كتحذير ضد أخطار الأفلام الإباحية. تتعلق القصة بمطاردة رجال الشرطة لقاتل معتوه مدمن على الجنس. لعب أدوار الشرطة ممثلو وود الذين واظبوا معه مثل كين دنكان، ديوك مور، وكارل أنتوني. وصور في خمسة أيام، وهو آخر الأفلام العادية التي أخرجها وود، رغم أن به عناصر من أفلام الملاهي. من سخرية القدر، فإن مسيرته ظلت تتهاوى حتى بدأ بإنتاج أفلام العري، والأفلام الإباحية الخفيفة، وانتهي بإنتاج الروايات والأفلام الجنسية. بالنسبة لمشاهد المراهقين في مطعم البيتزا فقد تم تصويرها في عام 1956 لفيلم غير مكتمل عن جنوح الأحداث بعنوان «جحيم الروك أند رول» (عرف أيضا باسم هيلبورن). وتضمن مشهد معركة مثل فيه إد وود بنفسه (غير مسجل) مع كونراد بروكس.
في عام 1963، كتب وود نصا سينمائيا بعنوان زفاف البندقية، وهو فيلم استغلالي حول رجال من مجتمع الهيلبيلي يتزوجون عرائس صغار. كان فيلم وود التالي هو عربدة الأموات (1965)، ودمج فيهما عنصرين هما الرعب وأفلام العري. كتب وود النص السينمائي، وسمي في الأصل الغيلان العارية Nudie Ghoulies، وتولى العديد من تفاصيل الإنتاج المختلفة بينما قام ستيفن أبوستولوف بإخراج الفيلم تحت اسم مستعار هو أيه سي ستيفن. يبدأ الفيلم بإعادة عرض لمقدمة فيلم «ليلة الغيلان» الذي لم يصدر آنذاك. وفي المشهد ارتدى كريزويل أحد أردية لوغوسي القديمة، وقام من تابوته ليلقي المقدمة التي أخذت من الفيلم السابق كلمة بكلمة تقريبا. كان المشهد داخل مقبرة يملؤها الضباب، يظهر سيد الموتى (كريزويل) وقرينته المثيرة، الغولة السوداء (شبيهة فامبيرا) مع فقرة استعراضية تؤديها راقصات عاريات الصدر من وراء القبر (استأجرهن وود من نوادي التعري المحلية). استمر وود بإنتاج محموعة من الأفلام الاستغلالية الجنسية Sexploitation مع أبوستولوف حتى عام 1977. شارك وود في كتابة النصوص السينمائية والتمثيل من حين لآخر. وكان فيلم فينوس فلايتراب (1970)، وهو فيلم رعب أمريكي/ياباني، مستندا على نص سينمائي غير منتج كتبه وود في الخمسينات.
ما تبقى من إنتاجه انحصر في كتابة قصص الجريمة والروايات الجنسية حتى موته في 1978، وغالبا ما يتكلم عن عصابات الفتيات ولابسي ثياب النساء، وعدة أفلام إباحية مجهولة وقليلة الميزانية. تتضمن هذه الأفلام المصور (1969)، Take It Out in Trade (1970)، البيت الوحيد في البلدة (1970)، مع أوشي ديغارد، نكرومانيا (1971)، الطالب الجامعي (1972)، وبنات هاربات (1974). ذكر غراي في كتاب كابوس النشوة،  أن مايلا نورمي رفضت عرض وود لتمثل مشهدا عاريا في فيلم نكرومانيا وهي تجلس في تابوت.

## وود كمؤلف
في أوائل الستينات، كان وود يجني المال بكتابة النصوص والإخراج بمجموعة من القصص الأدبية التي كتبها بعجالة، وتضمنت العديد من قصص الجرائم والرعب والروايات الجنسية وأعمال غير خيالية من حين لآخر. وعندما لم يعد بإمكانه تمويل مشاريعه السينمائية، أصبحت الروايات مصدر دخله الأساسي.
كثيرا ما تضمنت روايات وود موضوع لبس ثياب النساء أو من يلبسونها، أو قد تركز القصة بأكملها على هذا الموضوع (وتتضمن حبه لقميص الأنغورة)، وتتداخل مع حبه لقصص الجريمة والغموض. وكثيرا ما كرر وود حبكات أفلامه في الروايات، وكتب معالجات قصصية لنصوصه السينمائية الخاصة، أو يعيد استعمال عناصر من رواياته في النصوص. نشرت روايته الأولى، ثوب برباط أسود، في عام 1963 وأعاد إصدارها في عام 1965 بعنوان قاتل في ثياب النساء. من بين كتبه الأخرى عربدة الأموات (1965)، الشيطانات (1967)، موت لابس ثياب نساء (1967)، المدراء الجنسيون (1968) ودراسة عن الولع والتخيلات (1973).
من عام 1963 حتى موته في ديسمبر 1978، كتب وود ما لا يقل عن 80 رواية بالإضافة إلى مئات القصص القصيرة والقطع غير الخيالية للمجلات.
في ديسمبر 2010 نشرت مقالة في دليل موندو للأفلام والفيديو، أن دار النشر المستقلة فيرال هاوس، والتي أعادت في السنوات الماضية نشر عشرات من روايات وود، قد أنهت كل المبيعات على كل أعمال وود. وأعلمت فيرال هاوس مجلة الأفلام، بأن ورثة إد وود طلبوا وقف نشرها، بسبب قلة الأدلة إن كان وود قد كتب كل الروايات التي نشرت باسمه.

### سباق الجرذان في هوليود
أشار كتاب في كابوس النشوة إلى طريقة عمل وود بعمله على عدة مشاريع في وقت واحد، فهو يشاهد التلفاز ويأكل ويشرب ويتحدث ويطبع. في مذكراته التي يشك بنسبتها إليه، وهي بعنوان «سباق الجرذان في هوليود»، ينصح وود الكتاب الجدد «بأن يستمروا في الكتابة فقط. حتى إن ساءت قصتك، فستتحسن أنت». لكن الكتاب يتكلم في أغلبه عن مخاطر هوليود، ويقدم نصيحة لأولئك الذين يحلمون بالنجاح في هوليود. وكرس وقته أيضا في الكتاب لتنبيه القارئ وتحذيره من مسابقات الجمال وحيل عروض الأزياء وألعاب الخداع، في هوليود أو العالم بأجمعه.
بما أن أشهر أفلام وود في الخمسينات لم تكن فاضحة فيما يتعلق بالمحتوي الجنسي أو العنيف، فإن محتوى رواياته الشاذ قد يصدم القارئ أكثر من سوء الكتابة. يظهر جانب وود المظلم في روايات مثل Raped in the Grass أو The Perverts وفي قصص قصيرة مثل «توني: النمرة السوداء»، التي تستغل المواضيع الساخنة مثل العنف والاغتصاب والقضايا العرقية وجنوح الأحداث وثقافة المخدرات.

### غير منشور
بقيت عدة من كتب وود غير منشورة خلال حياته. فكتاب «سباق الجرذان في هوليود»، على سبيل المثال، كتب في الستينات، وأنهاه في عام 1965، لكنه لم ينشر حتى عام 1998. جزء من هذا العمل هو تمهيد للممثلين ومنتجي الأفلام الشباب، وجزء آخر هو مذكرات. كما روى وود في الكتاب حكايات يشك في صحتها، مثل كيف أنه دخل هو ولوغوسي عالم الكاباريهات الليلية.

## السنوات التالية وموته
واجه وود صعوبات مالية حقيقة في سنواته الأخيرة، حيت كان يكتب نصوصا سينمائية كاملة بأجر زهيد قد يبلغ 100 دولا أحيانا لكي يتدبر أمور المعيشة. انحطت مهنته كمخرج بإنتاجه أفلاما إباحية مثل Take It Out in Trade (1970), وهو اقتباس إباحي لأفلام المخبر فيليب مارلو، ونيكرومانيا (1971).
عمل وود كممثل في فترات بسيطة، وظهر في فيلمين أنتجهما رفيقه في البحرية، جوزف روبرتسون بعنوان «وليمة الحب» (1969)، وعرف أيضا باسم «عارضات جميلات في صف واحد»، وكان أول أدواره الرئيسية منذ فيلم غلين أو غليندا عام 1953، ويلعب دور مصور يستغل موقعه ليقوم بألاعيب جنسية على العارضات. وكان له دور أصغر في فيلم روبرتسون، «الشيء الخاص بالسيدة ستون» حول حفلات مبدلي الأزواج. ظهر وود بدور لابس ثياب نساء يمضي وقته في حفلة ويجرب الملابس الداخلية في غرفة النوم. في كتاب «كابوس النشوة» بقلم رودولف غراي، أشار روبرتسون إلى ظهور وود مجددا في فيلم يدعى «ميستي»، والذي لا يوجد له أي ذكر آخر.
كانت أفلامه الأساسية في السبعينات مع صديقه ستيفن أبوستولوف، الذي شاركه في كتابة النصوص، لكن عمل أيضا كمدير مساعد ومنتج شريك. آخر ظهور معروف له على الشاشة كان في "بنات هاربات"" (المعروف باسم "خمس نساء طليقات")، حيث لعب دورين شرفيين كما كمشرف محطة بنزين يدعى بوبس وبدور مأمور الشرطة الذي يتبع النساء.
ساءت حالة وود بسبب الاكتئاب، وازدادت معها معاقرته للخمر. طرد من شقته في هوليود على شارع يوكا، وانتقل هو وزوجته إلى شقة في شمال هوليود مع صديقه بيتر كو. في 10 ديسمبر 1978، بعد أيام من انتقاله، مات إدوارد ديفس وود الابن بعمر 54 سنة متأثرا بنوبة قلبية بينما كان يشاهد مباراة كرة قدم وحده في غرفة نوم كو. في كتاب «كابوس النشوة»، قيل أن وود صرخ «كاثي، لا يمكنني التنفس!», وقد تجاهلته زوجته التي جلست في غرفة الجلوس لساعة ونصف قبل أن تدخل في النهاية لتجده ميتا؛ على ما يبدو، فكثيرا ما تظاهر بالنوبات القلبية وصرخ طلبا للمساعدة كطريقة لمضايفتها، وفي مرة صرخت عليه ليصمت.
أحرقت جثة وود، ونثر رماده في البحر. وماتت زوجته كاثي في 26 يونيو 2006، ولم تتزوج ثانية.

## التراث
يرى خبراء الأدب الدوني والسينما السيئة، أن إدوارد وود الابن هو قمة السوء في عالم الإخراج على مدى العصور لمختلف الأسباب. علت شهرته بعد سنتين من موته حيث وضعه مايكل وهاري ميدفيد، في كتابهما «جوائز الديك الرومي الذهبية» كأسوأ مخرج، وعلت منزلته مع اكتشاف العديد من أعماله المفقودة منذ زمن طويل. كتب عنه جيم مورتن: «كان وود غريب الأطوار وفرديا، كان رجلا ولد ليصوّر. كان غيره سيترك ما بيديه ويعلن الهزيمة إذا ما أجبر على صنع الأفلام تحت الظروف التي واجهها وود».
تقيم جامعة جنوب كاليفورنيا مهرجان إد وود السينمائي السنوي، وفيه يتم تحدي الطلاب من كل المجالات بتشكيل فرق لكتابة وتصوير ومونتاج فيلم قصير مستلهم من أعمال إد وود على موضوع مخصص مسبقا.
في عام 1998، تم إنتاج نص لوود والذي لم يصور «استيقظت مبكرا في اليوم الذي مت فيه»، من بطولة بيلي زين وكرستينا ريتشي، وحافظ الفيلم على الشخصيات الحمقاء التي اشتهرت بها أفلام وود. أصدر الفيلم بشكل محدود في دور العرض في نيويورك، ولم يتم إصداره الفيلم تجاريا في الولايات المتحدة، وكان متوفرا فقط على الفيديو في ألمانيا بسبب مشاكل تعاقدية.
ثلاثة من أفلامه (عروس الوحش، السنوات العنيفة، الرغبة الشريرة) عرضت على المسلسل التلفزيوني مسرح العلوم الغامضة 3000، فمنح تلك الأعمال عرضا أوسع. فكّر المنتجون بعرض فيلم الخطة 9، لكنهم وجدوا أن به الكثير من الحوارات مما يلزم لعرضه. قام المضيف مايكل نيلسن بتسجيل تعليق سمعي على إصدار دي في دي عام 2005/2006 من الفيلم، الذي تم تلوينه حديثا.
قام القس ستيف غاليندو من سيمينول، أوكلاهوما، بإنشاء دين معترف به قانونيا في عام 1996 حيث أن وود هو شفيعهم. تم تأسيس الدين كنكتة أصلا، لكن كنيسة إد وود بها الآن أكثر من 3,500 تابع. الووديون، كما يسمى أتباع ستيف، يحتفلون بعيد وود في 10 أكتوبر، وهو عيد ميلاد إد.-5 أكتوبر 2003, تم تكريس مضيف برامج الرعب السيد لوبو «كقديس شفيع مضيفي أفلام الليل والمؤرقين» في كنيسة إد وود.
ظهرت منزلة أفلام إد وود في الموسيقي أيضا. حيث قام مخرج أفلام الرعب وموسيقار الهيفي ميتال روب زومبي عام 2001 بتسمية ألبومه الرغبة الشريرة على فيلم وود.
أحد أبطال وود كان أورسن ويلز بطموحه السينمائي وشغفه. افتخر وود أيضا بأنه كان منتج الأفلام الوحيد في عصره ما عدا ويلز والذي كان كاتبا ومخرجا وممثلا في أفلامه الخاصة، رغم احتمالية أن يكون وود قد فعل هذا لتوفير الوقت والمال. وخلافا لما حدث في فيلم تيم بيرتن، فلم وود يقابل بطله ويلز في الحقيقة.
كان بيلا لوغوسي الابن من بين الذين أحسوا أن وود استغل شهرة أباه القديمة والذي أفل نجمه ولم يكن بإمكانه رفض أي عمل. أكثر الوثائق والمقابلات مع شركاء وود الآخرين في «كابوس النشوة» تقول بأن وود ولوغوسي كانا صديقين في الأصل وأن وود ساعد لوغوسي خلال أسوأ فترات حياته عندما عانى من الاكتئاب والإدمان.
فيلم إد وود عام 1994، للمخرج تيم بيرتن، يروي قصة وود ولوغوسي وإنتاج أفلامهما الثلاثة (غلين أو غليندا، عروس الوحش، والخطة 9 من الفضاء الخارجي) من وجهة نظر متعاطفة. لعب جوني ديب دور وود ومارتن لانداو دور لوغوسي، الذي ربح جائزة الأوسكار لأفضل ممثل مساعد. ربح الفيلم أيضا جائزة الأوسكار لأفضل مكياج لريك بيكر. كانت نجاحات بيرتن في الشركات السابقة مثل وارنر براذرز وفوكس القرن العشرين مخالفة لإصراره على تصوير الفيلم وود بالأسود والأبيض، ورفضته الشركات لأنها توقعت بأنه سيفشل على شباك التذاكر. قبلت شركة ديزني إنتاج المشروع لرغبتها في كسب برتون لجانبها. وكما توقع آخرون، قام النقاد بمدح الفيلم، لكن أداءه كان سيئا في شباك التذاكر.

## الوثائقيات
- «أطباق طائرة على هوليود: رفيق الخطة 9»، أصدر في عام 1992. هذا البرنامج الوثائقي الشامل من ساعتين بإخراج مارك كاردوتشي يؤرخ لإنتاج الخطة 9 من الفضاء الخارجي ويعرض مقابلات مع مايلا نورمي (فامبيرا)، وبول ماركو، وكونراد بروكس. في عام 2000، وأدخلت إماج إنترتينمنت الوثائقي على إعادة إصدار DVD لفيلم الخطة 9 (في مجموعة قرصين مع الوحش الآلي).
- «وود إد: ينظر للوراء في سترة الأنغورة»، أصدر في عام 1994 من قبل راينو هوم فيديو، وهو وثائقي مدته ساعة عن حياة وود وأفلامه. وتضمن لقطات نادرة ومقابلة مع دولوريس فولر، وكاثي وود، وستيفن أبوستولوف، وكونراد بروكس. وتعليق غاري أوينز؛ وكتابة وإخراج تيد نيوسم.
- «عالم إدوارد د وود المسكون»، كتبه وأخرجه بريت تومسن، وصدر في عام 1995. هذا البرنامج الوثائقي حول حياة إد وود وأفلامه يعرض مقابلات مع الأصدقاء وود وزملائه ويتشابه مع أسلوب وود الخاصة، وإن كان بمصغرات أفضل قليلا.
- «برنامج الفيلم الغريب جدا» وقدمه جوناثان روس.

## الأفلام المفقودة
يعتبر فيلم وود «الطالب الجامعي» عام 1972 بأنه فيلم ضائع، سوية مع فيلم Take It Out in Trade (1970)، الذي بقي فقط بشكل لقطات بدون صوت (أصدرتها شركة سامثينغ ويرد فيديو). اعتقد أن فيلمه نكرومانيا عام 1971 كان مفقودا لسنوات حتى ظهرت نسخة محررة في مرآب أحد المواطنين في عام 1992، تلتها نسخة كاملة غير محررة في عام 2001. وهناك نسخة كاملة من فيلم وود الإباحي المفقود سابقا بعنوان «المتزوجون الشباب» الذي اكتشف في عام 2004.

## تعاونات

### تمثيل
|              | [[Glen or Glenda\|Glen or Glenda]] ‏ | Crossroad Avenger | Jail Bait ‏ | Bride of the Monster | [[Final Curtain\|Final Curtain]] ‏ | الخطة 9 من الفضاء الخارجي | [[Night of the Ghouls\|Night of the Ghouls]] ‏ | [[The Sinister Urge\|The Sinister Urge]] ‏ | [[Take It Out in Trade\|Take It Out in Trade]] ‏ | Necromania | Crossroads of Laredo |
| ------------ | ----------------------------------- | ----------------- | ---------- | -------------------- | --------------------------------- | ------------------------- | --------------------------------------------- | ----------------------------------------- | ----------------------------------------------- | ---------- | -------------------- |
| Criswell     |                                     |                   |            |                      |                                   | نعم                       | نعم                                           |                                           |                                                 | نعم        |                      |
| كارل أنتوني  |                                     |                   |            |                      |                                   | نعم                       |                                               | نعم                                       |                                                 |            |                      |
| كونراد بروكس | نعم                                 |                   | نعم        | نعم                  |                                   | نعم                       | نعم                                           | نعم                                       |                                                 |            |                      |
| Kenne Duncan | نعم                                 |                   |            |                      |                                   |                           | نعم                                           | نعم                                       |                                                 |            |                      |
| هارفي بي دن  |                                     | نعم               |            | نعم                  |                                   |                           | نعم                                           | نعم                                       |                                                 |            |                      |
| تيموثي فاريل | نعم                                 |                   | نعم        |                      |                                   |                           |                                               |                                           |                                                 |            |                      |
| دولوريس فولر | نعم                                 |                   | نعم        | نعم                  |                                   |                           |                                               |                                           |                                                 |            | نعم                  |
| تور جونسون   |                                     |                   |            | نعم                  |                                   | نعم                       | نعم                                           |                                           |                                                 |            |                      |
| توم كين      |                                     | نعم               |            |                      |                                   | نعم                       |                                               |                                           |                                                 |            |                      |
| بيلا لوغوسي  | نعم                                 |                   |            | نعم                  |                                   | نعم                       |                                               |                                           |                                                 |            |                      |
| Paul Marco   |                                     |                   |            | نعم                  |                                   | نعم                       | نعم                                           |                                           |                                                 |            |                      |
| توم ماسون    |                                     |                   |            |                      | نعم                               | نعم                       | نعم                                           |                                           |                                                 |            |                      |
| ديوك مور     |                                     |                   |            |                      | نعم                               | نعم                       | نعم                                           | نعم                                       | نعم                                             |            | نعم                  |
| باد أوسبورن  |                                     | نعم               | نعم        | نعم                  |                                   |                           | نعم                                           |                                           |                                                 |            |                      |
| لايل تالبوت  | نعم                                 | نعم               | نعم        |                      |                                   | نعم                       |                                               |                                           |                                                 |            |                      |
| إد وود       | نعم                                 | نعم               |            |                      |                                   | نعم                       | نعم                                           | نعم                                       | نعم                                             |            |                      |

### آخرون
- وليام تومسون كان المصور السينمائي في فيلم Take It Out in Trade.
- فرانك وورث ألف الموسيقى في فيلمي عروس الوحش والخطة تسعة من الفضاء الخارجي.

## بيبلوغرافيا
- رودولف غري، Nightmare of Ecstasy: The Life and Art of Edward D. Wood, Jr., Feral House, 1992, (ردمك 978-0-922915-04-0); reprinted 1994, (ردمك 978-0-922915-24-8)
- Rob Conway, Ed Wood, Mad Genius: A Critical Study of the Films, McFarland, 2009, (ردمك 978-0-7864-3955-3)

## وصلات خارجية
- إد وود على موقع IMDb (الإنجليزية)
- إد وود على موقع الموسوعة البريطانية (الإنجليزية)
- إد وود على موقع روتن توميتوز (الإنجليزية)
- إد وود على موقع ألو سيني (الفرنسية)
- إد وود على موقع تيرنر كلاسيك موفيز (الإنجليزية)
- إد وود على موقع أول موفي (الإنجليزية)
- إد وود على موقع قاعدة بيانات الأفلام السويدية (السويدية)
- إد وود على موقع إن إن دي بي (الإنجليزية)
- إد وود على موقع قاعدة بيانات الفيلم (الإنجليزية)
- إد وود على موقع كينوبويسك (الروسية)
- The Hunt for Edward D. Wood, Jr. Exhaustive guide to Ed's films and their commercial releases.
- A good website for him
- Ed Wood, Jr.'s magazine work (Caution: Adult images)
- Ed Wood: A Neighbor on the Boulevard of Broken Dreams
- The Church of Ed Wood
- Ed Wood's lost TV pilot, "Final Curtain"